# Kilič Arslan II.
Kilič Arslan II. (staro anatolsko turško قِلِج اَرسلان دوم) ali  ʿIzz ad-Dīn Kilidž Arslān bin Masʿūd (perzijsko عز الدین قلج ارسلان بن مسعود‎, sodobno turško Kılıç Arslan, poslovenjeno Meč lev) je bil od leta 1156 do svoje smrti sultan seldžuškega Sultanata Rum, *  1113, † 1192.

## Vladanje
Arnold Lübeški v svoji Chronica Slavorum omenja, da je prisostvoval srečanju saškega in bavarskega vojvode Henrika Leva s Kilič Arslanom med Henrikovim romanjem v Jeruzalem leta 1172.  Na srečanju pri Tarzu je Kilič Arslan vojvodo objel in poljubil in ga spomnil, da sta celo v sorodstvu. Ko ga je vojvoda vprašal za podrobnosti, mu je odgovoril, de se je neka plemninja iz Nemčije poročila z ruskim kraljem in imela z njim hčerko. Hčerka je iz Rusije prišla v Anatolijo in on je njen potomec.
Kilič Arslan II. je leta 1159 napadel bizantinskega cesarja Manuela I. Komnena ki se je vračal s pogajanj z Nur ad-Dinom Zengijem v Siriji. Leta 1161 je Manuelov nečak Ivan Kontostefan porazil Kilič Arslana II. Sultan je po porazu odšel v Konstantinopel in cesarju izkazal svojo poslušnost. Leta 1173 je Kilič Arslan, zdaj v miru z Bizantinci, sklenil zavezništvo z Nur ad-Dinom proti Mosulu. 
Mirovni sporazum z Bizantinci je trajal do leta 1175, ko je Kilič Arslan odklonil predajo osvojenega ozemlja Danišmendov Manuelu I. Komnenu. Na prekinitev sporazuma in morebitno novo vojno sta se obe strani že pred tem pripravljali z gradnjo utrdb in pripravo vojske. Kilič Arslan se je poskušal pogajati, vendar ga je Manuel leta 1176 kljub temu  napadel in poskušal osvojiti Konyo. Manuel je bil v bitki s pri Miriokefalonu  poražen in prisiljen na sklenitev krhkega miru. 
Kilič Arslan je leta ujel šampanjskega grofa Henrika I., ki se je vračal iz Jeruzalema. Po plačilu odkupnine je bil osvobojen, vendar je kmalu zatem umrl. 
Leta 1180 je izkoristil nestabilnost Bizantinskega cesarstva po Manuelovi smrti in utrdil svojo oblast na večini sredozemske obale Anatolije. Svojega vezirja Ihtijarja al-Dina je še isto leto poslal k Nur ad-Dinovemu nasledniku Saladinu, da bi z njim sklenil zavezništvo. Leta 1182 je nasledil in zasedel bizantinsko mesto Cotyaeum in leta 1185 sklenil mir s cesarjem Izakom II. Angelom. Naslednje leto je prenesel oblast na svojih devet sinov, ki so se takoj spopadli za oblast. Kilič Arslanu II. kljub zavezništvu s Saladinom ni uspelo ustaviti vojsk na tretjem križarskem pohodu (1189—1192),  ki ga je vodil cesar Friderik Barbarosa. 
V poznem 12. stoletju je bila po Kilič Arslanovem  naročilu v Konyi zgrajena Alâeddinova mošeja.

## Smrt
KIlič Arslan II. je umrl leta 1192. Rumski prestol je obljubil svojemu sinu Kejhusrevu I. Kejhusrevovi bratje so nadaljevali vojno za oblast v drugih delih sultanata.